# Station Saint-Michel-sur-Orge
Saint-Michel-sur-Orge is een station aan lijn C van het RER-netwerk gelegen in de Franse gemeente Saint-Michel-sur-Orge in het departement Essonne.